# Kilij Arslan III
Kilij Arslan III fou efímer soldà de Rum o Konya del 1204 al 1205.
Era fill de Rukn-ad-Din Sulaymanxah II i quan aquest va morir el 1204 i el va succeir només tenia tres anys. El seu oncle Giyath-ad-Din Kaykhusraw I no va trigar més que uns mesos a deposar-lo amb l'ajut de tropes mercenàries que li va facilitar el seu sogre Manuel Maurozomes i el suport de la majoria d'amirs contraris a un govern d'un menor d'edat; Kaykhusraw I es va proclamar al seu lloc com a sultà per segona vegada després d'haver estat apartat del tron per Rukn al-Din Sulaymanshah II el 1197.